# John Gilbert Talbot
John Gilbert Talbot (24 février 1835 - 1er février 1910), est un homme politique du Parti conservateur britannique.

## Jeunesse
Talbot est le fils de l'honorable John Chetwynd-Talbot, quatrième fils de Charles Chetwynd-Talbot (2e comte Talbot). Sa mère est l'honorable Jane Caroline, fille de James Stuart-Wortley (1er baron Wharncliffe), petit-fils du Premier ministre John Stuart (3e comte de Bute). Le très révérend Edward Talbot (évêque), évêque de Winchester, est son frère cadet et Henry John Chetwynd-Talbot, son oncle.

## Carrière politique
Talbot est entré au Parlement aux élections générales de 1868 pour Kent West un siège qu'il occupe jusqu'en 1878, date à laquelle il démissionne pour se présenter à une élection partielle dans la circonscription de l'Université d'Oxford. Il remporte l'élection partielle et occupe ce siège jusqu'à son départ aux élections générales de janvier 1910. Il sert sous Benjamin Disraeli comme secrétaire parlementaire de la Chambre de commerce de 1878 à 1880 et est admis au Conseil privé en 1897.

## Famille
Talbot épouse l'honorable Meriel Sarah, fille de George Lyttelton (4e baron Lyttelton), et sœur de l'honorable Alfred Lyttelton, en 1860. Ils ont quatre fils et six filles. Leur fils aîné, Sir George Talbot (juge) (en), est juge à la Haute Cour de justice tandis que leur fille Dame Meriel Talbot est devenue fonctionnaire et travailleuse sociale. Talbot est décédé en février 1910, à l'âge de 74 ans. Sa femme lui a survécu pendant quinze ans et est décédée en avril 1925.